# Кривляк
Кривляк — посёлок в Енисейском районе Красноярского края. Административный центр муниципального образования Кривлякский сельсовет.

## История
Основан в 1928 году крестьянами во время коллективизации. Входил в состав Туруханского района
В июне 1948 года в Кривляк привезли литовцев — 87 семей в количестве 290 человек. Примерно половина проживала в Кривляке в казармах, другие — в Курейке (около 7 км от Кривляка). Занимались вырубкой леса. В 1956 году первые литовцы вернулись в Литву. На кладбище Кривляка похоронено 49 литовцев. Во время экспедиции 1989—1990 годов захоронения привезли в Литву. На мемориальном кладбище литовские ссыльные в 1951 году возвели деревянный крест (автор М. Кавана, К. Раткевичус), в 1987 году построен новый. В 1991 году в Кривляке жили пять литовцев

## Население
| 2010 | 2016 |
| ---- | ---- |
| 773  | ↘677 |

## В литературе
Упоминается в новелле В.П. Астафьева "У золотой карги" (сборник "Царь рыба") упоминается село Кривляк:
```

```

"По левому берегу Сыма, в самом его устье поселок стоит под названием Кривляк. Хорошо стоит, в кедрачах, на высоком песчаном юру, солнцем озаренный с реки, тихим кедрачом от лесной стыни укрытый.
      В тридцать втором году шел обоз с переселенцами. Вел их на север умный начальник, узрел это благостное место, остановил обоз, велел строиться. Для начала мужики срубили барак, потом домишки в изгибе, средь кедрачей, объявились - так и возник на свете этот красивый поселок с нехитрым названием, с работящим дружным людом - час езды от Чуши, но словно из другого мира здесь народ вышел, и работает по-другому, и гостюется, и поножовщины здесь нету, и рвач не держится."